# Harlekin

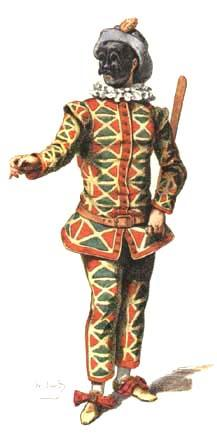
Arlecchino in der Commedia dell’arte

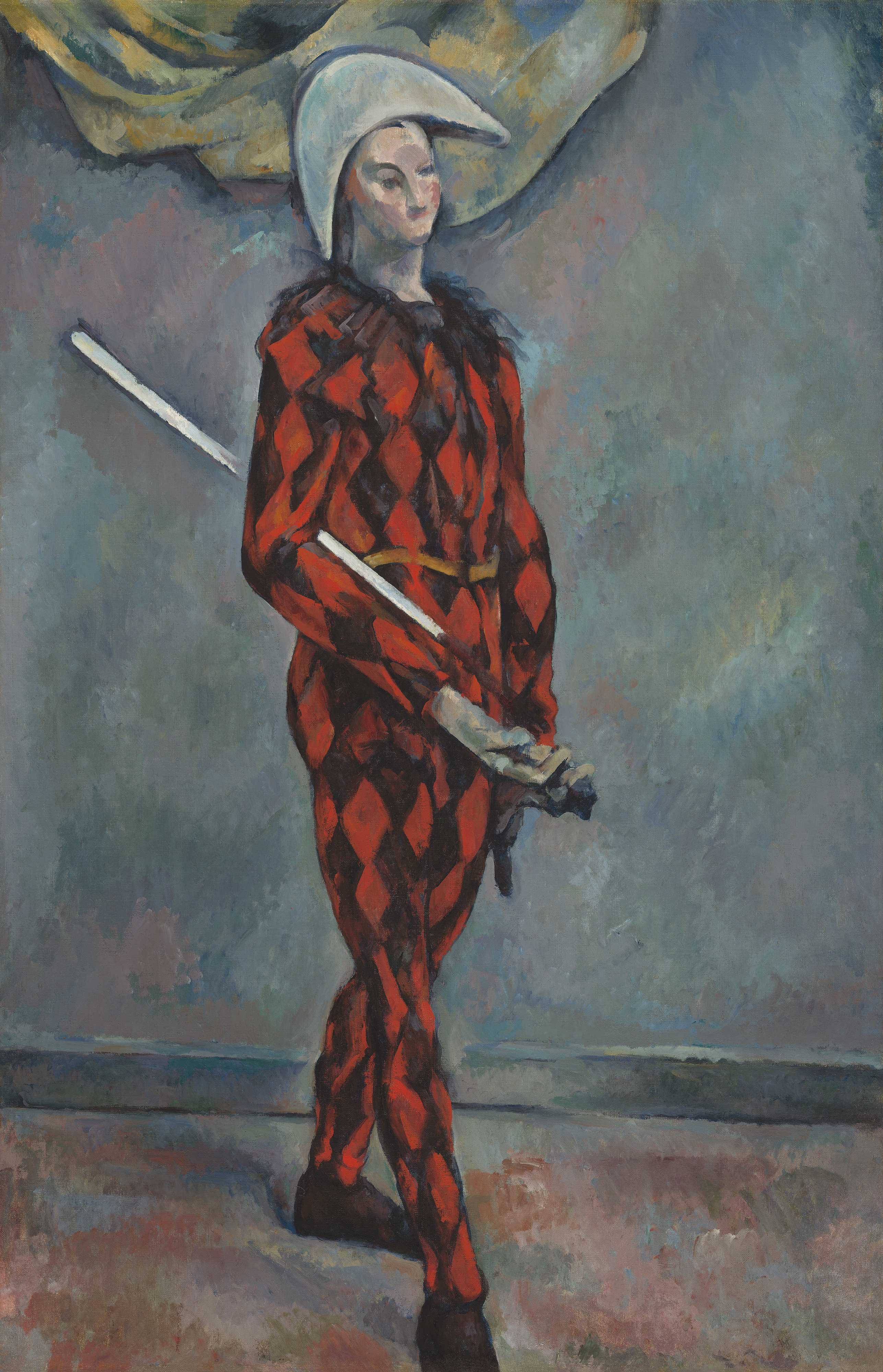
Harlekin-Darstellung von Paul Cézanne, 1890

Der Harlekin, abgeleitet vom italienischen Arlecchino, das wiederum auf die altfranzösischen Wörter (h)arlekin, (h)erlekin, (h)ellequin, harlequin und ähnliche aus dem 12. Jahrhundert zurückgeht, ist eine Bühnenfigur, die als jahrhundertealtes und europaweites Phänomen zu betrachten ist. Sie wird mit der Commedia dell’arte der Renaissance, der Commedia Italiana und anderen Ausprägungen des „Comödien-Stils“ (nach Gerda Baumbach) in Verbindung gebracht. Die exakte Rekonstruktion des Ursprungs des Harlekins ist jedoch nicht möglich. Der Name der Figur lässt sich möglicherweise über die Italianisierung des deutschen Worts „Höllenkönig“ (h)ellechin(n)o erklären. Eine andere mögliche Herleitung bezieht sich auf das altenglische Herla Cyng, also „Heerkönig“. Sehr verallgemeinert sind als Charakteristika der vielschichtigen Figur eine Flickenkostümierung, exzentrische Körperbewegung, eine schwarze Halbmaske und das Ausführen des Harlekinsprunges „Eccomi!“ zu nennen. Es bestehen Parallelen zur mythologischen Trickster-Figur.

## Geschichte
Die Herkunft der Kunstfigur ist nicht vollständig zu klären. Ende des 11. Jahrhunderts berichtet der Chronist Ordericus Vitalis, dass er als später Wanderer an der normannischen Küste von einer „Dämonenschar“ verfolgt worden sei. Diese sei von einem wild aussehenden, vermummten, mit einer Keule bewaffneten Riesen angeführt worden. Die Legende ist bekannt als „wilde Jagd der Herlekin-Leute“ oder „familia herlequin“, welche einsame Menschen nachts erschreckten. Diese weit verbreitete Vorstellung reicht vom germanischen Odinsgefolge bis zum stillen Nebelstreif in Goethes Ballade vom Erlkönig. Die verschiedenen Vorstellungen haben gemeinsam, dass ihre Attribute zumeist Tiermaskeraden, Gebell, Tosen und Kreischen etc. sind. Die dämonischen, teuflischen Züge vererbten sich an den derben Spaßmacher und Possenreißer Harlekin, in Form der Hörnerkappe und der schwarzen Halbmaske oder fratzenhaften Mimik.
Auch andere Ansätze, die Herkunft der Harlekinfigur zu ergründen, bleiben vage und sind dennoch bedeutend für die spätere Charakterisierung der Figur. Peter Vitebsky schreibt: „Der schamanische Gauner überlebte in der Volkskultur als Harlekin.“ Vitebsky umreißt den schamanischen Gauner als eine Art Arzt einer unbestimmten früheren Zeit, dessen Wirken sich irgendwo zwischen dem Heilen und Betrügen seiner Patienten bewegte (vgl. Scharlatan). Damit einhergehende Charakterisierungsversuche des Harlekins verweisen auf die weitreichende Bedeutung der verschiedenen Facetten der Figur, auch für eine heutige Betrachtung von Theatralität. Der Harlekin als eine Figur von doppelter Natur: Gauner und Heiler, Priester und Teufel. Schamane und Spaßvogel, Artist und Theatermann der vielschichtigen Subversion.
Der erste überlieferte Bühnenauftritt eines Harlekins fand 1262 statt: Er trat als Narrenbeißer Croquesquot, wahrscheinlich bekleidet mit einer Teufelsmaske und einem Kapuzenmantel, in Jeu da la Feuillière von Adam de la Halle auf. Das Kostüm verweist bereits auf die spätere Garderobe des Arlecchino in der italienischen Commedia dell’arte, trägt aber immer noch dämonische bzw. teuflische Züge. Dante Alighieri erwähnt im 21. Gesang des Infernos seiner Göttlichen Komödie (wahrscheinlich entstanden zwischen 1307 und 1321) einen Dämon namens Alichino. 1314 wird der Harlekin im Charivari-Blatt zum Bürgerschreck.
Geschaffen wurde die bekannte Ausprägung der beschriebenen Maske jedoch von Tristano Martinelli, einem Schauspieler der Compagnia dei Comici Gelosi, der die bäuerlichen Züge aus den Gebirgstälern des Bergamo herausarbeitete. Das Gewand des Harlekins bestand aus grobem Leinen mit bunten Flicken und einem Hasenschwanz an der Mütze als Zeichen seiner Feigheit. Das Rhombengewand entstand erst durch Anpassung an den Pariser Geschmack während der Pariser Gastspiele durch Domenico Biancolelli.
Weitere Namen für den italienischen Arlecchino sind, je nach individueller Ausprägung der ihn darstellenden Schauspieler, Truffaldino (in Carlo Goldonis Der Diener zweier Herren), Mezzetino und Fritellino.
Nach Ansicht von Rudolf Münz wird ein Verständnis der Kunstfigur des Harlekins durch die nicht vollständig zu klärende Vorgeschichte erschwert. Münz markiert die Entstehung des modernen Harlekin-Theaters im 16. Jahrhundert in Frankreich. Zugleich benennt er die Unergründbarkeit der vorhergegangenen und auch geografisch individuellen Phänomene. Bedeutsam ist in diesem Zusammenhang sein Hinweis auf die größere Familie des Harlekins, nämlich auf das Fahrende Volk, die Gaukler, Ciarlatani und Akrobaten.

## Kostüm, Erscheinung und Charakter

Der Harlekin "Heute" Parkbank am Brunnen in Pulsnitz

Die folgenden Beschreibungen von Kostüm, Erscheinung und Charakter des Harlekins gehen vom kleinsten gemeinsamen Nenner diverser Ausprägungen des Phänomens aus:
Charakteristisches Kleidungsstück des Harlekins ist sein mit Flicken übersätes Kostüm, gewöhnlich in den Farben rot, gelb und blau. Im Verlauf des Spiels nimmt der Harlekin häufig verschiedenste Rollen an (Metamorphose). Oft ist durch das Hervorblitzen der Flickenkaros unter anderen Kostümen ein Hinweis auf die erfolgte Verwandlung gegeben.
Eine schwarze Augenmaske verbirgt das Gesicht des Harlekins, manchmal verweist ein Horn oder eine Beule auf seine teuflische Natur. Die Maske ist Ausdruck einer der Grundeigenschaften der Figur. Der Harlekin bewegt sich zwischen Welten und unterschiedlichen Ebenen, das Umherspringen zwischen diesen Welten wird durch die Maskierung, die unendliche Verwandlung offen lässt, ermöglicht: Mithilfe der Maske vollzieht der Harlekin sein charakteristisches Spiel und er bewegt sich behände zwischen unterschiedlichsten Rollen und gegensätzlichen Polen, gut und böse, Himmel und Hölle, Diener und Herr, Engel und Teufel. Kurzum: Er spielt mit den Fäden des Kosmos und lässt sich dabei nicht erwischen. An dieser Stelle lässt sich die Charakteristik der Harlekinfigur mit den Grundzügen des „Comödien-Stils“ (nach Gerda Baumbach) in Verbindung bringen. Es kann sogar behauptet werden, dass nicht nur die Maske des Harlekins, sondern sein gesamter, von Übertreibung gekennzeichneter und somit „maskierter“ Körpergebrauch das Umherspringen zwischen den Welten und damit einhergehend ein Unterlaufen der von Normen bestimmten, gängigen Weltordnung ermöglicht.
Gerda Baumbach schreibt: „Auf diese Weise kann Doppelbödigkeit in nahezu jeglicher Hinsicht erzeugt werden. Zwischen Fiktion und Realität entsteht so ein »intermediäres Feld«, eine Sphäre blitzhaften Erinnerns, imaginären Spielens und Träumens.“
Auf seinem Kopf trägt er eine Kappe, die in der Entstehungsphase des Harlekins im 16. Jahrhundert von einer Hahnenfeder, später aber meist von einem Fuchs- oder Kaninchenschwanz geziert wurde. Beinkleid sowie Jacke oder Joppe sind eng anliegend, der Gürtel weit unter dem Bauchnabel. Die primär existenziell und leiblich fokussierten Lieblingsthemen des sprunghaften und spaßmachenden Harlekins werden durch diese unterleibsbetonte Kostümierung unterstrichen: Essen, ständiger Hunger, Fressen, Spucken, Scheißen, Rülpsen, Erotik, Lust, Liebe, Tod.
Am Gürtel trägt der Harlekin stets ein Brettchen oder ein Holzschwert, „batte“ genannt. Manchmal führt er einen Lederbeutel für die Dukaten mit sich, die er mit List erbeutet.
Als wichtigstes Grundelement seines Repertoires ist der Harlekinspruch zu nennen. Mit einem „Eccomi!“ („Da bin ich!“) tritt der Harlekin in Erscheinung, und bereits das wird von Rudolf Münz als Botschaft der Figur der Doppelwelt gewertet, die die Gesellschaftsordnung ins Wanken bringt und unterläuft.
Des Weiteren erwähnt Münz in Verbindung mit dem Harlekinspruch „die Vertrautheit des Publikums mit den (ent)sprechenden »Gesten«“ als wichtige Voraussetzung für das Funktionieren des Harlekinspiels. Durch erwartete Späße folgen erwartete Lacher und in Kombination mit dem subversiven Charakter der Figur ist der Harlekin als Rettungsanker für die von Normen gegängelte Gesellschaft zu sehen.

## Commedia Italiana und Commedia dell’arte
Der italienische Arlecchino ist einer der Hauptcharaktere in der Commedia dell’arte, die im 16. Jahrhundert in Italien entstand. Die Dienerfigur Arlecchino muss eine Reihe an Wortspielen und Späßen treffsicher und pointiert einsetzen können, da die Stücke der Commedia dell’arte größtenteils nur aus groben Handlungsgerüsten bestehen (beispielsweise „La piazza d’Isabella“ in: I canovacci della Commedia dell’arte) und nicht wie klassische Dramen durch einen festen Text und einen Handlungsablauf gekennzeichnet sind. Arlecchino ist Spaßmacher, entlarvt Lügner, lenkt die Schicksale und ist Publikumsliebling. Er war schon immer derjenige, der sagen konnte, was andere nicht durften.
Häufig wird die Figur des Harlekins ausschließlich mit der Commedia dell’arte als italienische Erscheinung in Verbindung gebracht. Hier liegt eine doppelte Pauschalisierung vor: Es ist wichtig, sowohl die Harlekin-Figur als auch die Commedia dell’arte als ein gesamteuropäisches Phänomen zu betrachten. Bei Rudolf Münz werden die beiden Begriffe Commedia dell’arte und Commedia Italiana klar unterschieden und ermöglichen eine Differenzierung. Der eng gefasste Begriff der Italienischen Komödie (Commedia Italiana) bezieht sich konkret auf Phänomene im italienischen Sprachraum, der italienische Harlekin ist Arlecchino. Parallel zur Commedia Italiana gab es ähnliche und zeitgleich auftretende Erscheinungen, beispielsweise im deutschsprachigen Raum (Hanswurst oder Pickelhäring). Der weit gefasste Begriff der Commedia dell’arte ist nach Münz auf eine ganze Reihe solcher Komödien-Phänomene auch außerhalb des italienischen Sprachraumes bezogen. Da viele tiefgreifende, entmythisierende und kompetente Nachforschungen über die Geburt der Commedia dell’arte nur in italienischer Sprache vorliegen, bleibt trotz dieser soliden wissenschaftlichen Arbeit die häufige Annahme haften, die Commedia dell’arte als ausschließlich italienisches Phänomen zu betrachten. Ohne die Bedeutung italienischer Einflüsse auf die Commedia dell’arte infrage zu stellen, schlägt Münz vor, italienische Phänomene auf den Begriff der Commedia Italiana zu beschränken und unter dem Begriff der Commedia dell’arte eine Betrachtung von Komödien im gesamteuropäischen Kontext zu fassen. Hierdurch erhöhe sich laut Münz sogar noch die Bedeutung der „national-italienischen Grundlage“. Durch diese Differenzierung wird es möglich, die Commedia dell’arte und damit einhergehend auch die bedeutsame Figur des Harlekins losgelöst von, im Nachhinein übergestülpter, Chronologie und Einheit zu betrachten und den Harlekin als eine zeitlich- und örtlich breitaufgefächerte, europäische Figur zu behandeln.

## Beginnende Verbannung und Bedeutung der Aufklärung
Johann Christoph Gottsched sah im Harlekin ein Ärgernis, da dessen Komik anarchisch sei und nur zum Selbstzweck bestehe. Zudem schrecke der Harlekin nicht vor Obszönitäten zurück und eigne sich somit nicht für die Vermittlung moralischer Grundsätze im Sinne der Aufklärung. Des Weiteren seien Narrenfiguren phantastische Figuren, also literarische Erfindungen, wohingegen Gottsched die Ansicht vertrat, dass literarische Figuren Kontakt zur Realität haben sollten, um moralisch belehrend wirken zu können. Unter der Leitung von Friederike Caroline Neuber wurde 1737 eine Puppe des Harlekins auf der Bühne verbrannt, was dessen Vertreibung aus der aufklärerischen Theaterwelt symbolisierte.
Es ist im Laufe der Theatergeschichte ein Bruch festzustellen, der den Harlekin von der populären Bühne verschwinden lässt. Der Beginn dieses Bruchs ist zum einen in der Popularisierung von Ideen der Aufklärung festzumachen. Es ist jedoch wichtig, diese Entwicklung nicht als linear-chronologische Erscheinung mit der einzelnen Ursache „Aufklärung“ zu betrachten. Veränderungen politischer und staatlicher Strukturen, der Übergang von einem Hof- zum Nationaltheater und das Erstarken aufklärerischen Ideen sind eng verflochten. Es kann festgehalten werden, dass der Harlekin mit einem Theater, das aufgrund dieser Verflechtung zunehmend als Nation- bzw. Kultur-konstituierendes Instrument fungiert, schwer vereinbar ist. Stellt man die Frage nach dem tieferliegenden Grund der Verbannung des Harlekins aus theaterwissenschaftlicher Sicht, gelangt man unweigerlich in den Gesamtkontext des „Comödien-Stils“ (nach Gerda Baumbach) und dessen Abwertung im Laufe der Jahrhunderte.
Der „Comödien-Stil“ und die darin verankerte Harlekinfigur steht für existenzielle Themen wie Lebenssicherung, Leiblichkeit, Tod oder sexuelle Begierde und ist gekennzeichnet von exzentrischem Spiel, Übertreibung und unnatürlicher Bewegung voll von Körperlichkeit. Das Zeitalter der Aufklärung, wie im oberen Absatz bereits angedeutet, steht für die Kraft der Vernunft, Moral als oberstes Gebot und den Gebrauch des Verstandes im Gegensatz zur impulshaften und körpernahen Lebensführung. Mit dem Erstarken dieser Ideen geht die Abwertung von allem einher, was dem entgegensteht. Diese Abwertung findet Eingang in alle gesellschaftlichen Lebensbereiche, so auch in das Denken über Theater, das fortan eine Stätte zur Vermittlung moralischer und verstandesmäßiger Ideen werden soll. Das Erzählen von Geschichten mittels übertriebener Leiblichkeit und Impulshaftigkeit, wie es Kennzeichen eines „Comödien-Stils“ ist, kann diesen Anforderungen nicht genügen. Von Themenwahl bis Spielpraxis erscheint das ungehobelte Theater des komödienhaften Harlekins der Bühne nicht mehr würdig.

## Das Harlekin-Prinzip nach Rudolf Münz
Rudolf Münz leitet in seinem Sammelband Theatralität und Theater. Zur Historiographie von Theatralitätsgefügen aus den Eigenschaften des Harlekins eine zeitlose Bedeutung der Figur ab und betrachtet das Phänomen Harlekin vor dem Hintergrund von Theatralitätsgefügen. Der hierbei entstandene Aufsatz trägt den Titel „Das Harlekin-Prinzip“. Der Harlekin wird in diesem Aufsatz zuallererst als „Der Genius des Lebens“ beschrieben: Der Harlekin nimmt purzelbaumschlagend den Marktplatz der Welt für sich ein.
Auch Münz thematisiert das Verschwinden der Harlekinfigur und spannt den Bogen bis in die heutige Zeit. Er stellt die Vermutung an, dass die Industrialisierung das zu Ende geführt hat, was von der Aufklärung bereits begonnen wurde: Die Verbannung des Harlekins, der keinen Platz hat in einer von Wirtschaftswachstum und Konsum sowie von Verstand und Regelwerk bestimmten Welt. Sodann betont Münz jedoch die Zeitlosigkeit des Phänomens Harlekin und gibt diesem zeitlosen Phänomen den Namen „Harlekin-Prinzip“. Wie also können Charaktereigenschaften einer Bühnenfigur zum Prinzip werden? Zusammengefasst geht es um das subversive Einwirken der Harlekinfigur auf Ordnungsstrukturen der Welt, ermöglicht durch sein rastloses Umherspringen zwischen Ebenen, Rollen und gegensätzlichen Polen. Der Harlekin vermag zu spielen, und zwar mit allem: mit Fiktion und Wirklichkeit, mit Gut und Böse, mit Recht und Unrecht, mit Himmel und Hölle. Durch dieses Spiel schafft er Räume und öffnet Türen, die Kreativität und Utopien einlassen. Er ist der Meister der unendlichen Wandlung und des Auflachens. Er ist der Drahtzieher des Kosmos und erhält die schöpferische Kraft der Zwischenräume am Leben.